# Raymond van Barneveld
Raymond van Barneveld (* 20. April 1967 in Den Haag) ist ein niederländischer Dartspieler. Er gewann bisher fünf Weltmeistertitel. Sein Spitzname Barney war ursprünglich eine Anspielung auf Barney Geröllheimer, einer Figur aus der Fernsehserie Familie Feuerstein.

## Leben

### Karriere
Seit dem Ende der 1990er Jahre galt van Barneveld als einer der besten Dartspieler der WDF. Er wurde zwischen 1998 und 2007 fünfmal Dartweltmeister, viermal bei der BDO und einmal bei der PDC.
Van Barneveld arbeitete als Postzusteller, bevor er zum professionellen Dartspieler wurde. Er wechselte zu Beginn der Premier League 2006 in die PDC. Dort schlug er zweimal Phil Taylor bei den UK Open und den Las Vegas Desert Classic. Die UK Open gewann er, bei den Las Vegas Desert Classics verlor er gegen John Part. Durch seinen 7:6-Sieg über Taylor im Finale der Dart-Weltmeisterschaft am 1. Januar 2007 war van Barneveld erstmals Dartweltmeister der PDC. In diesem Finale warf er 21-mal die 180, was bis 2023 den Rekord für ein Match bei den PDC-Weltmeisterschaften darstellte. Michael Smith übertraf diesen Rekord am 30. Dezember 2022, als er im Halbfinale der PDC-Weltmeisterschaft 2023 gegen Gabriel Clemens 24-mal die 180 warf. Van Barneveld wurde am 1. Januar 2008 als Weltmeister von John Part abgelöst, nachdem er bereits im Achtelfinale mit 2:4 Sätzen gegen Kevin Painter ausgeschieden war.
Van Barneveld war der erste Dartspieler, dem ein Nine dart finish gelang, das im deutschen Fernsehen live ausgestrahlt wurde. Er schaffte dieses Kunststück am 23. März 2006 während der Holsten Premier League Darts im 9. Leg seiner Partie gegen Peter Manley. Diese Leistung konnte er im Viertelfinale der PDC-Weltmeisterschaft 2009 am 2. Januar 2009 gegen Jelle Klaasen mit dem ersten 9-Darter bei einer PDC-Weltmeisterschaft wiederholen. Am 28. Dezember 2009 warf van Barneveld den zweiten 9-Darter der Geschichte der PDC-Weltmeisterschaft gegen Brendan Dolan.
Am 24. März 2007 spielte er das erste Mal als PDC-Spieler in Deutschland: beim ersten GDC (German Darts Corporation) ProTour Event in Bad Soden. Am 10. Juni 2007 verteidigte er seinen Titel bei den UK Open gegen Vincent van der Voort mit 16:8 Legs. Vorher schlug er im Viertelfinale Taylor mit 11:4 Legs.
Am 18. November 2012 konnte er mit dem Grand Slam of Darts nach fünf Jahren ohne großen Einzeltitel wieder ein Major-Turnier gewinnen. Er schlug im Finale Michael van Gerwen mit 16:14 Legs. Bei der PDC World Darts Championship 2013 sorgte er bei seiner Halbfinal-Partie gegen Phil Taylor für einen Eklat. Als er bereits mit 1:5 zurücklag, begann sein Sohn Mike, Taylor empfindlich durch ständige „Miss“-Rufe bei dessen Würfen zu stören. Dadurch verlor Taylor die Konzentration, und van Barneveld konnte bis auf 4:5 verkürzen, ehe er mit 4:6 unterlag. Van Barneveld unterband die Rufe nicht, sondern schickte lediglich Grüße mit einer bedankenden Geste ins Publikum. Dieser Vorfall verschlechterte das Verhältnis zwischen ihm und Taylor stark. Am 22. Mai 2014 folgte sein erster Triumph in der Premier League mit dem Gewinn der Premier League Darts 2014. An diesem Tag schlug er im Halbfinale, zum ersten Mal überhaupt in der Premier League, Taylor und anschließend im Finale seinen Landsmann van Gerwen.
Der Rest des Jahres war mehr oder minder enttäuschend. Nur den World Cup of Darts konnte van Barneveld zusammen mit Michael van Gerwen gewinnen. Zum Jahreswechsel konnte er das Halbfinale der PDC World Darts Championship 2015 erreichen, scheiterte dann aber an Phil Taylor. Die erste Hälfte des Jahres 2015 war durch eine immer besser werdende Leistung in der Premier League geprägt. Der Niederländer schaffte abermals den Einzug in die Play-offs, verlor aber dann im Halbfinale gegen Michael van Gerwen, obgleich van Barneveld einen 9-Darter auf der Doppel-12 knapp verpasste. Das World Matchplay 2015 sowie der World Grand Prix 2015 endeten unzufriedenstellend mit klaren Niederlagen in der ersten Runde. Beim Grand Slam of Darts 2015 erreichte er das Halbfinale und unterlag dort zwar Phil Taylor, meldete sich somit jedoch zurück in den Top 16 der PDC Order of Merit. Bei den Players Championship Finals 2015 verabschiedete sich „Barney“ in der ersten Runde gegen Ian White.
Bei der PDC World Darts Championship 2016 gewann van Barneveld nach Siegen über Dirk van Duijvenbode und Stephen Bunting überraschend auch im Achtelfinale gegen die Nummer 1 der Welt, Michael van Gerwen, mit 4:3. Im Viertelfinale schlug er Michael Smith trotz eines Rückstandes von 0:3 noch mit 5:4, schied jedoch im Halbfinale gegen Adrian Lewis mit 3:6 aus. Bei den UK Open schied er in Runde 4 gegen Phil Taylor mit 3:9 aus. Beim World Cup of Darts erreichte er an der Seite von Michael van Gerwen das Finale, verlor dieses aber gegen England mit 2:3. Beim World Matchplay 2016 schied van Barneveld in Runde 1 gegen Brendan Dolan mit 7:10 aus. In der zweiten Jahreshälfte konnte „Barney“ weitere Erfolge verbuchen. Beim World Grand Prix erreichte er durch Siege über Mervyn King, Adrian Lewis und Benito van de Pas das Halbfinale, verlor dieses jedoch gegen Gary Anderson mit 1:4. Beim Grand Slam of Darts 2016 verlor er im Viertelfinale ebenfalls gegen Anderson, bei den Players Championship Finals 2016 im Viertelfinale gegen van Gerwen.

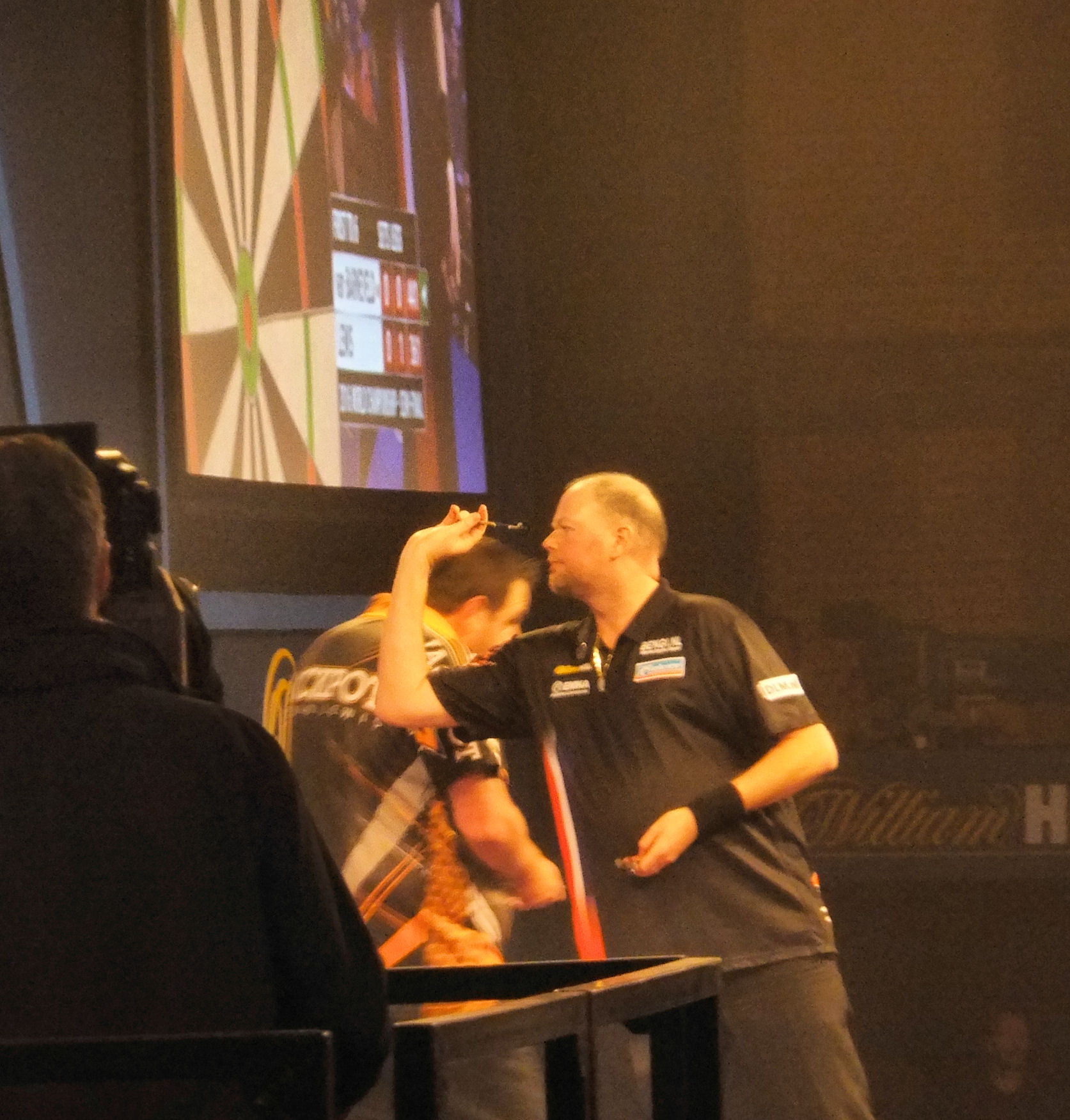
Raymond van Barneveld (2016)

Eine starke Leistung lieferte van Barneveld während der Weltmeisterschaft 2017. Nach einem denkwürdigen Viertelfinale gegen Phil Taylor (5:3) konnte Barney erst im Halbfinale durch den späteren Turniersieger Michael van Gerwen gestoppt werden (2:6) Er spielte den höchsten Average (109,34), der bei einer WM nicht für einen Sieg reichte. In die Premier League Darts 2017 startete er stark und stand nach der Judgement Night mit 12 Punkten auf Platz 3, aber in den verbleibenden 7 Spielen holte er nur noch 2 Punkte und verpasste die Play-offs als 6ter. Mit Michael van Gerwen gewann er im Juni zum dritten Mal den World Cup of Darts.
Bei der PDC World Darts Championship 2018 scheiterte er abermals an van Gerwen mit 5:4 im Viertelfinale. Beim The Masters 2018 stand er nach 2015 wieder im Finale, verlor aber mit 11:9 gegen van Gerwen. Am 5. April 2018 verlor er in der Premier League erstmals mit 7:0. Es war sein erster „Whitewash“ (Niederlage ohne eigenen Leg-Gewinn) in der Premier League und erst der achte überhaupt. Die Premier League schloss er auf dem sechsten Platz ab.
Nachdem er im Vorjahr sein Zweitrunden-Match gegen Darius Labanauskas mit 2:3 verloren hatte, schied van Barneveld bei der World Darts Championship 2020 bereits in der ersten Runde gegen den US-Amerikaner Darin Young aus und beendete danach seine Karriere.
Im September 2020 kündigte er sein Comeback an. Bei der PDC Qualifying School 2021 errang van Barneveld die Tour Card über die Rangliste und gewann bereits wenige Tage später sein erstes Ranking-Turnier seit 8 Jahren, indem er im Finale des Players Championship 3 Joe Cullen bezwang. Am letzten Tag der Super Series 2 (Players Championship 8) kam es zu einer circa einstündigen Turnierunterbrechung, nachdem van Barneveld nach seinem Erstrundenaus einen Zusammenbruch erlitt und medizinisch versorgt werden musste. Er wurde daraufhin unter Beobachtung auf sein Hotelzimmer gebracht. Das Turnier konnte um circa 15:45 Uhr Ortszeit fortgesetzt werden. Auch beim Players Championship 11 beendete van Barneveld das Turnier für sich vorzeitig und trat sein Zweitrundenmatch gegen Krzysztof Ratajski nicht an. Beim Turnier Nr. 12 trat er daraufhin nicht an. 2021 qualifizierte sich van Barneveld für insgesamt vier Major-Turniere: Bei den UK Open verlor er sein Auftaktmatch in der 2. Runde gegen Alan Soutar mit 3:6. Bei seinem ersten Major-Turnier vor Zuschauern seit seinem Comeback, dem Grand Slam of Darts, reichte ein Sieg in der Gruppenphase gegen den World Youth Championship-Finalisten von 2020, Joe Davis, nicht zum Weiterkommen, da er seine beiden anderen Gruppenspiele gegen Michael Smith und Gary Anderson verlor.
Am 23. Dezember 2021 schied er in der zweiten Runde der PDC World Darts Champion 2022 gegen Rob Cross mit 1:3 aus. Danach fühlte er sich fiebrig und bekam Atemnot. Der drauf folgende Covid-Test fiel positiv aus. Am 26. März 2022 spielte er beim Players Championship 7 gegen Adam Hunt einen 9-Darter. Beim Grand Slam of Darts 2022 konnte er unter anderem Dave Chisnall, Simon Whitlock und zweimal den Weltranglistenersten Gerwyn Price schlagen und zog ins Halbfinale ein, in welchem er Michael Smith mit 12:16 unterlag.

### Privat
Van Barneveld war ab 1995 mit seiner Frau Silvia verheiratet und hat mit ihr zwei Töchter und einen Sohn. Seit 2015 ist er Großvater. 2018 trennte er sich von seiner Ehefrau. Später lernte der Niederländer die Britin Julia Evans auf einem Turnier in Southampton kennen, mit der er mittlerweile in London lebt. 2023 heirateten die beiden auf Zypern.

## Weltmeisterschaftsresultate

### BDO
- 1991: 1. Runde (0:3-Niederlage gegen  Keith Sullivan)
- 1993: Achtelfinale (2:3-Niederlage gegen  John Lowe)
- 1995: Finale (3:6-Niederlage gegen  Richie Burnett)
- 1996: Achtelfinale (1:3-Niederlage gegen  Matt Clark)
- 1997: Achtelfinale (2:3-Niederlage gegen  Les Wallace)
- 1998: Sieger (6:5-Sieg gegen  Richie Burnett)
- 1999: Sieger (6:5-Sieg gegen  Ronnie Baxter)
- 2000: 1. Runde (1:3-Niederlage gegen  Chris Mason)
- 2001: Viertelfinale (4:5-Niederlage gegen  Ted Hankey)
- 2002: Viertelfinale (3:5-Niederlage gegen  Mervyn King)
- 2003: Sieger (6:3-Sieg gegen  Ritchie Davies)
- 2004: Halbfinale (4:5-Niederlage gegen  Andy Fordham)
- 2005: Sieger (6:2-Sieg gegen  Martin Adams)
- 2006: Finale (5:7-Niederlage gegen  Jelle Klaasen)

### PDC
- 2007: Sieger (7:6-Sieg gegen  Phil Taylor)
- 2008: Achtelfinale (2:4-Niederlage gegen  Kevin Painter)
- 2009: Finale (1:7-Niederlage gegen  Phil Taylor)
- 2010: 4. Platz (5:6-Niederlage gegen  Simon Whitlock)
- 2011: Viertelfinale (1:5-Niederlage gegen  Gary Anderson)
- 2012: 1. Runde (0:3-Niederlage gegen  James Richardson)
- 2013: Halbfinale (4:6-Niederlage gegen  Phil Taylor)
- 2014: Achtelfinale (3:4-Niederlage gegen  Mark Webster)
- 2015: Halbfinale (2:6-Niederlage gegen  Phil Taylor)
- 2016: Halbfinale (3:6-Niederlage gegen  Adrian Lewis)
- 2017: Halbfinale (2:6-Niederlage gegen  Michael van Gerwen)
- 2018: Viertelfinale (4:5-Niederlage gegen  Michael van Gerwen)
- 2019: 2. Runde (2:3-Niederlage gegen  Darius Labanauskas)
- 2020: 1. Runde (1:3-Niederlage gegen  Darin Young)
- 2022: 2. Runde (1:3-Niederlage gegen  Rob Cross)
- 2023: 3. Runde (0:4-Niederlage gegen  Gerwyn Price)
- 2024: Achtelfinale (1:4-Niederlage gegen  Luke Littler)
- 2025: 2. Runde (1:3-Niederlage gegen  Nick Kenny)

## Turnierergebnisse
| Turnier                                    | 1990                       | 1991                       | 1992                       | 1993                       | 1994                       | 1995                       | 1996                       | 1997                       | 1998                       | 1999                       | 2000                       | 2001                       | 2002                       | 2003                       | 2004                       | 2005                       | 2006                           | 2007                           | 2008                           | 2009                           | 2010                           | 2011                           | 2012                           | 2013                           | 2014                           | 2015                           | 2016                           | 2017                           | 2018                           | 2019                           | 2020               | 2021                           | 2022                           | 2023                           | 2024                           | 2025                           |
| ------------------------------------------ | -------------------------- | -------------------------- | -------------------------- | -------------------------- | -------------------------- | -------------------------- | -------------------------- | -------------------------- | -------------------------- | -------------------------- | -------------------------- | -------------------------- | -------------------------- | -------------------------- | -------------------------- | -------------------------- | ------------------------------ | ------------------------------ | ------------------------------ | ------------------------------ | ------------------------------ | ------------------------------ | ------------------------------ | ------------------------------ | ------------------------------ | ------------------------------ | ------------------------------ | ------------------------------ | ------------------------------ | ------------------------------ | ------------------ | ------------------------------ | ------------------------------ | ------------------------------ | ------------------------------ | ------------------------------ |
| BDO-Major-Turniere                         |                            |                            |                            |                            |                            |                            |                            |                            |                            |                            |                            |                            |                            |                            |                            |                            |                                |                                |                                |                                |                                |                                |                                |                                |                                |                                |                                |                                |                                |                                |                    |                                |                                |                                |                                |                                |
| Weltmeisterschaft                          | n/q                        | 1R                         | n/q                        | AF                         | n/q                        | F                          | AF                         | AF                         | S 2                        | S                          | 1R                         | VF                         | VF                         | S                          | HF                         | S                          | F                              | nicht teilgenommen             | nicht teilgenommen             | nicht teilgenommen             | nicht teilgenommen             | nicht teilgenommen             | nicht teilgenommen             | nicht teilgenommen             | nicht teilgenommen             | nicht teilgenommen             | nicht teilgenommen             | nicht teilgenommen             | nicht teilgenommen             | nicht teilgenommen             | nicht teilgenommen | Verband insolvent              | Verband insolvent              | Verband insolvent              | Verband insolvent              | Verband insolvent              |
| World Masters                              | 3R                         | 2R                         | VR                         | 2R                         | AF                         | HF                         | AF                         | 2R                         | 2R                         | AF                         | 1R                         | S                          | 2R                         | F                          | AF                         | S                          | nicht teilgenommen             | nicht teilgenommen             | nicht teilgenommen             | nicht teilgenommen             | nicht teilgenommen             | nicht teilgenommen             | nicht teilgenommen             | nicht teilgenommen             | nicht teilgenommen             | nicht teilgenommen             | nicht teilgenommen             | nicht teilgenommen             | nicht teilgenommen             | nicht teilgenommen             | n/a                | Verband insolvent              | Verband insolvent              | Verband insolvent              | Verband insolvent              | Verband insolvent              |
| WDF-Platin-/Major-Turniere                 |                            |                            |                            |                            |                            |                            |                            |                            |                            |                            |                            |                            |                            |                            |                            |                            |                                |                                |                                |                                |                                |                                |                                |                                |                                |                                |                                |                                |                                |                                |                    |                                |                                |                                |                                |                                |
| International League                       | nicht ausgetragen          | nicht ausgetragen          | nicht ausgetragen          | nicht ausgetragen          | nicht ausgetragen          | nicht ausgetragen          | nicht ausgetragen          | nicht ausgetragen          | nicht ausgetragen          | nicht ausgetragen          | nicht ausgetragen          | nicht ausgetragen          | nicht ausgetragen          | S                          | S                          | AF                         | S                              | VF                             | nicht ausgetragen              | nicht ausgetragen              | nicht ausgetragen              | nicht ausgetragen              | nicht ausgetragen              | nicht ausgetragen              | nicht ausgetragen              | nicht ausgetragen              | nicht ausgetragen              | nicht ausgetragen              | nicht ausgetragen              | nicht ausgetragen              | nicht ausgetragen  | nicht ausgetragen              | nicht ausgetragen              | nicht ausgetragen              | nicht ausgetragen              | nicht ausgetragen              |
| European Masters                           | nicht ausgetragen          | nicht ausgetragen          | nicht ausgetragen          | nicht ausgetragen          | nicht ausgetragen          | HF                         | nicht ausgetragen          | nicht ausgetragen          | nicht ausgetragen          | nicht ausgetragen          | nicht ausgetragen          | nicht ausgetragen          | nicht ausgetragen          | nicht ausgetragen          | nicht ausgetragen          | nicht ausgetragen          | nicht ausgetragen              | nicht ausgetragen              | nicht ausgetragen              | nicht ausgetragen              | nicht ausgetragen              | nicht ausgetragen              | nicht ausgetragen              | nicht ausgetragen              | nicht ausgetragen              | nicht ausgetragen              | nicht ausgetragen              | nicht ausgetragen              | nicht ausgetragen              | nicht ausgetragen              | nicht ausgetragen  | nicht ausgetragen              | nicht ausgetragen              | nicht ausgetragen              | nicht ausgetragen              | nicht ausgetragen              |
| World Trophy                               | nicht ausgetragen          | nicht ausgetragen          | nicht ausgetragen          | nicht ausgetragen          | nicht ausgetragen          | nicht ausgetragen          | nicht ausgetragen          | nicht ausgetragen          | nicht ausgetragen          | nicht ausgetragen          | nicht ausgetragen          | nicht ausgetragen          | HF                         | S                          | S                          | AF                         | 1R                             | 1R                             | nicht ausgetragen              | nicht ausgetragen              | nicht ausgetragen              | nicht ausgetragen              | nicht ausgetragen              | nicht ausgetragen              | nicht ausgetragen              | nicht ausgetragen              | nicht ausgetragen              | nicht ausgetragen              | nicht ausgetragen              | nicht ausgetragen              | nicht ausgetragen  | nicht ausgetragen              | nicht ausgetragen              | nicht ausgetragen              | nicht ausgetragen              | nicht ausgetragen              |
| WDF World Cup                              | n/a                        | n/t                        | n/a                        | n/t                        | n/a                        | n/t                        | n/a                        | S                          | n/a                        | S                          | n/a                        | AF                         | n/a                        | S                          | n/a                        | AF                         | n/a                            | n/t                            | n/a                            | n/t                            | n/a                            | n/t                            | n/a                            | n/t                            | n/a                            | n/t                            | n/a                            | n/t                            | n/a                            | n/t                            | nicht ausgetragen  | nicht ausgetragen              | nicht ausgetragen              | n/t                            | n/a                            | n/t                            |
| WDF Europe Cup                             | VF                         | n/a                        | 1R                         | n/a                        | n/t                        | n/a                        | n/t                        | n/a                        | VF                         | n/a                        | 2R                         | n/a                        | AF                         | n/a                        | S                          | n/a                        | n/t                            | n/a                            | n/t                            | n/a                            | n/t                            | n/a                            | n/t                            | n/a                            | n/t                            | n/a                            | n/t                            | n/a                            | n/t                            | n/a                            | n/t                | n/a                            | n/t                            | n/a                            | n/t                            | n/a                            |
| Finder Masters                             | nicht ausgetragen          | nicht ausgetragen          | nicht ausgetragen          | nicht ausgetragen          | nicht ausgetragen          | S 1                        | ?                          | nicht ausgetragen          | nicht ausgetragen          | nicht ausgetragen          | HF                         | S                          | HF                         | S                          | S                          | VF                         | n/a                            | nicht teilgenommen             | nicht teilgenommen             | nicht teilgenommen             | nicht teilgenommen             | nicht teilgenommen             | nicht teilgenommen             | nicht teilgenommen             | nicht teilgenommen             | nicht teilgenommen             | nicht teilgenommen             | nicht teilgenommen             | nicht teilgenommen             | nicht ausgetragen              | nicht ausgetragen  | nicht ausgetragen              | nicht ausgetragen              | nicht ausgetragen              | nicht ausgetragen              | nicht ausgetragen              |
| PDC-Ranking-Turniere                       |                            |                            |                            |                            |                            |                            |                            |                            |                            |                            |                            |                            |                            |                            |                            |                            |                                |                                |                                |                                |                                |                                |                                |                                |                                |                                |                                |                                |                                |                                |                    |                                |                                |                                |                                |                                |
| Weltmeisterschaft                          | nicht ausgetragen          | nicht ausgetragen          | nicht ausgetragen          | nicht ausgetragen          | nicht teilgenommen         | nicht teilgenommen         | nicht teilgenommen         | nicht teilgenommen         | nicht teilgenommen         | nicht teilgenommen         | nicht teilgenommen         | nicht teilgenommen         | nicht teilgenommen         | nicht teilgenommen         | nicht teilgenommen         | nicht teilgenommen         | nicht teilgenommen             | S                              | AF                             | F                              | HF                             | VF                             | 1R                             | HF                             | AF                             | HF                             | HF                             | HF                             | VF                             | 2R                             | 1R                 | n/t                            | 2R                             | 3R                             | AF                             | 2R                             |
| UK Open                                    | nicht ausgetragen          | nicht ausgetragen          | nicht ausgetragen          | nicht ausgetragen          | nicht ausgetragen          | nicht ausgetragen          | nicht ausgetragen          | nicht ausgetragen          | nicht ausgetragen          | nicht ausgetragen          | nicht ausgetragen          | nicht ausgetragen          | nicht ausgetragen          | n/t                        | n/t                        | n/t                        | S                              | S                              | HF                             | AF                             | n/q                            | AF                             | VF                             | HF                             | AF                             | 4R                             | 4R                             | VF                             | 3R                             | 4R                             | n/t                | 2R                             | 3R                             | 4R                             | 4R                             | 4R                             |
| Las Vegas Desert Classic                   | nicht ausgetragen          | nicht ausgetragen          | nicht ausgetragen          | nicht ausgetragen          | nicht ausgetragen          | nicht ausgetragen          | nicht ausgetragen          | nicht ausgetragen          | nicht ausgetragen          | nicht ausgetragen          | nicht ausgetragen          | nicht ausgetragen          | nicht ausgetragen          | n/t                        | n/t                        | n/t                        | F                              | S                              | AF                             | F                              | nicht ausgetragen              | nicht ausgetragen              | nicht ausgetragen              | nicht ausgetragen              | nicht ausgetragen              | nicht ausgetragen              | nicht ausgetragen              | nicht ausgetragen              | nicht ausgetragen              | nicht ausgetragen              | nicht ausgetragen  | nicht ausgetragen              | nicht ausgetragen              | nicht ausgetragen              | nicht ausgetragen              | nicht ausgetragen              |
| World Matchplay                            | nicht ausgetragen          | nicht ausgetragen          | nicht ausgetragen          | nicht ausgetragen          | nicht teilgenommen         | nicht teilgenommen         | nicht teilgenommen         | nicht teilgenommen         | nicht teilgenommen         | nicht teilgenommen         | nicht teilgenommen         | nicht teilgenommen         | nicht teilgenommen         | nicht teilgenommen         | nicht teilgenommen         | nicht teilgenommen         | n/q                            | VF                             | VF                             | VF                             | F                              | VF                             | AF                             | AF                             | AF                             | 1R                             | 1R                             | AF                             | AF                             | n/q                            | n/t                | n/q                            | n/q                            | 1R                             | 1R                             | 1R                             |
| World Grand Prix                           | nicht ausgetragen          | nicht ausgetragen          | nicht ausgetragen          | nicht ausgetragen          | nicht ausgetragen          | nicht ausgetragen          | nicht ausgetragen          | nicht ausgetragen          | nicht teilgenommen         | nicht teilgenommen         | nicht teilgenommen         | nicht teilgenommen         | nicht teilgenommen         | nicht teilgenommen         | nicht teilgenommen         | nicht teilgenommen         | AF                             | HF                             | F                              | F                              | HF                             | VF                             | AF                             | AF                             | AF                             | 1R                             | 1R                             | AF                             | AF                             | n/q                            | n/t                | n/q                            | n/q                            | 1R                             | 1R                             |                                |
| European Championship                      | nicht ausgetragen          | nicht ausgetragen          | nicht ausgetragen          | nicht ausgetragen          | nicht ausgetragen          | nicht ausgetragen          | nicht ausgetragen          | nicht ausgetragen          | nicht ausgetragen          | nicht ausgetragen          | nicht ausgetragen          | nicht ausgetragen          | nicht ausgetragen          | nicht ausgetragen          | nicht ausgetragen          | nicht ausgetragen          | nicht ausgetragen              | nicht ausgetragen              | VF                             | AF                             | VF                             | HF                             | VF                             | AF                             | HF                             | 1R                             | nicht qualifiziert             | nicht qualifiziert             | nicht qualifiziert             | nicht qualifiziert             | n/t                | n/q                            | n/q                            | 1R                             | 1R                             |                                |
| Grand Slam of Darts                        | nicht ausgetragen          | nicht ausgetragen          | nicht ausgetragen          | nicht ausgetragen          | nicht ausgetragen          | nicht ausgetragen          | nicht ausgetragen          | nicht ausgetragen          | nicht ausgetragen          | nicht ausgetragen          | nicht ausgetragen          | nicht ausgetragen          | nicht ausgetragen          | nicht ausgetragen          | nicht ausgetragen          | nicht ausgetragen          | nicht ausgetragen              | kein Ranking-Turnier           | kein Ranking-Turnier           | kein Ranking-Turnier           | kein Ranking-Turnier           | kein Ranking-Turnier           | kein Ranking-Turnier           | kein Ranking-Turnier           | kein Ranking-Turnier           | HF                             | VF                             | AF                             | GP                             | n/q                            | n/t                | GP                             | HF                             | n/q                            | n/q                            |                                |
| Players Championship Finals                | nicht ausgetragen          | nicht ausgetragen          | nicht ausgetragen          | nicht ausgetragen          | nicht ausgetragen          | nicht ausgetragen          | nicht ausgetragen          | nicht ausgetragen          | nicht ausgetragen          | nicht ausgetragen          | nicht ausgetragen          | nicht ausgetragen          | nicht ausgetragen          | nicht ausgetragen          | nicht ausgetragen          | nicht ausgetragen          | nicht ausgetragen              | nicht ausgetragen              | nicht ausgetragen              | VF                             | n/q                            | AF                             | 1R                             | VF                             | 1R                             | 1R                             | VF                             | 1R                             | n/q                            | VF                             | n/t                | 2R                             | 1R                             | 1R                             | 2R                             |                                |
| PDC-Turniere ohne Einfluss auf das Ranking |                            |                            |                            |                            |                            |                            |                            |                            |                            |                            |                            |                            |                            |                            |                            |                            |                                |                                |                                |                                |                                |                                |                                |                                |                                |                                |                                |                                |                                |                                |                    |                                |                                |                                |                                |                                |
| The Masters                                | nicht ausgetragen          | nicht ausgetragen          | nicht ausgetragen          | nicht ausgetragen          | nicht ausgetragen          | nicht ausgetragen          | nicht ausgetragen          | nicht ausgetragen          | nicht ausgetragen          | nicht ausgetragen          | nicht ausgetragen          | nicht ausgetragen          | nicht ausgetragen          | nicht ausgetragen          | nicht ausgetragen          | nicht ausgetragen          | nicht ausgetragen              | nicht ausgetragen              | nicht ausgetragen              | nicht ausgetragen              | nicht ausgetragen              | nicht ausgetragen              | nicht ausgetragen              | HF                             | AF                             | F                              | AF                             | VF                             | F                              | n/q                            | n/t                | n/t                            | nicht qualifiziert             | nicht qualifiziert             | nicht qualifiziert             | n/a                            |
| Masters of Darts                           | nicht ausgetragen          | nicht ausgetragen          | nicht ausgetragen          | nicht ausgetragen          | nicht ausgetragen          | nicht ausgetragen          | nicht ausgetragen          | nicht ausgetragen          | nicht ausgetragen          | nicht ausgetragen          | nicht ausgetragen          | nicht ausgetragen          | nicht ausgetragen          | nicht ausgetragen          | nicht ausgetragen          | HF                         | n/a                            | S                              | nicht ausgetragen              | nicht ausgetragen              | nicht ausgetragen              | nicht ausgetragen              | nicht ausgetragen              | nicht ausgetragen              | nicht ausgetragen              | nicht ausgetragen              | nicht ausgetragen              | nicht ausgetragen              | nicht ausgetragen              | nicht ausgetragen              | nicht ausgetragen  | nicht ausgetragen              | nicht ausgetragen              | nicht ausgetragen              | nicht ausgetragen              | nicht ausgetragen              |
| Premier League Darts                       | nicht ausgetragen          | nicht ausgetragen          | nicht ausgetragen          | nicht ausgetragen          | nicht ausgetragen          | nicht ausgetragen          | nicht ausgetragen          | nicht ausgetragen          | nicht ausgetragen          | nicht ausgetragen          | nicht ausgetragen          | nicht ausgetragen          | nicht ausgetragen          | nicht ausgetragen          | nicht ausgetragen          | n/t                        | HF                             | HF                             | HF                             | HF                             | 6.                             | HF                             | 5.                             | HF                             | S                              | HF                             | 7.                             | 6.                             | 6.                             | 9.                             | nicht eingeladen   | nicht eingeladen               | nicht eingeladen               | nicht eingeladen               | nicht eingeladen               | nicht eingeladen               |
| World Cup of Darts                         | nicht ausgetragen          | nicht ausgetragen          | nicht ausgetragen          | nicht ausgetragen          | nicht ausgetragen          | nicht ausgetragen          | nicht ausgetragen          | nicht ausgetragen          | nicht ausgetragen          | nicht ausgetragen          | nicht ausgetragen          | nicht ausgetragen          | nicht ausgetragen          | nicht ausgetragen          | nicht ausgetragen          | nicht ausgetragen          | nicht ausgetragen              | nicht ausgetragen              | nicht ausgetragen              | nicht ausgetragen              | S 3                            | n/a                            | HF                             | AF                             | S                              | HF                             | F                              | S                              | S                              | nicht teilgenommen             | nicht teilgenommen | nicht teilgenommen             | nicht teilgenommen             | nicht teilgenommen             | nicht teilgenommen             | nicht teilgenommen             |
| US Open                                    | nicht ausgetragen          | nicht ausgetragen          | nicht ausgetragen          | nicht ausgetragen          | nicht ausgetragen          | nicht ausgetragen          | nicht ausgetragen          | nicht ausgetragen          | nicht ausgetragen          | nicht ausgetragen          | nicht ausgetragen          | nicht ausgetragen          | nicht ausgetragen          | nicht ausgetragen          | nicht ausgetragen          | nicht ausgetragen          | n/t                            | F                              | 4R                             | nicht ausgetragen              | nicht ausgetragen              | nicht ausgetragen              | nicht ausgetragen              | nicht ausgetragen              | nicht ausgetragen              | nicht ausgetragen              | nicht ausgetragen              | nicht ausgetragen              | nicht ausgetragen              | nicht ausgetragen              | nicht ausgetragen  | nicht ausgetragen              | nicht ausgetragen              | nicht ausgetragen              | nicht ausgetragen              | nicht ausgetragen              |
| Champions League                           | nicht ausgetragen          | nicht ausgetragen          | nicht ausgetragen          | nicht ausgetragen          | nicht ausgetragen          | nicht ausgetragen          | nicht ausgetragen          | nicht ausgetragen          | nicht ausgetragen          | nicht ausgetragen          | nicht ausgetragen          | nicht ausgetragen          | nicht ausgetragen          | nicht ausgetragen          | nicht ausgetragen          | nicht ausgetragen          | nicht ausgetragen              | nicht ausgetragen              | nicht ausgetragen              | nicht ausgetragen              | nicht ausgetragen              | nicht ausgetragen              | nicht ausgetragen              | nicht ausgetragen              | nicht ausgetragen              | nicht ausgetragen              | n/q                            | HF                             | n/q                            | n/q                            | nicht ausgetragen  | nicht ausgetragen              | nicht ausgetragen              | nicht ausgetragen              | nicht ausgetragen              | nicht ausgetragen              |
| World Series Finals                        | nicht ausgetragen          | nicht ausgetragen          | nicht ausgetragen          | nicht ausgetragen          | nicht ausgetragen          | nicht ausgetragen          | nicht ausgetragen          | nicht ausgetragen          | nicht ausgetragen          | nicht ausgetragen          | nicht ausgetragen          | nicht ausgetragen          | nicht ausgetragen          | nicht ausgetragen          | nicht ausgetragen          | nicht ausgetragen          | nicht ausgetragen              | nicht ausgetragen              | nicht ausgetragen              | nicht ausgetragen              | nicht ausgetragen              | nicht ausgetragen              | nicht ausgetragen              | nicht ausgetragen              | nicht ausgetragen              | VF                             | AF                             | AF                             | HF                             | VF                             | n/t                | n/q                            | n/q                            | VF                             | AF                             |                                |
| Grand Slam of Darts                        | nicht ausgetragen          | nicht ausgetragen          | nicht ausgetragen          | nicht ausgetragen          | nicht ausgetragen          | nicht ausgetragen          | nicht ausgetragen          | nicht ausgetragen          | nicht ausgetragen          | nicht ausgetragen          | nicht ausgetragen          | nicht ausgetragen          | nicht ausgetragen          | nicht ausgetragen          | nicht ausgetragen          | nicht ausgetragen          | nicht ausgetragen              | AF                             | VF                             | HF                             | AF                             | GP                             | S                              | GP                             | AF                             | nicht ausgetragen              | nicht ausgetragen              | nicht ausgetragen              | nicht ausgetragen              | nicht ausgetragen              | nicht ausgetragen  | nicht ausgetragen              | nicht ausgetragen              | nicht ausgetragen              | nicht ausgetragen              | nicht ausgetragen              |
| WSD-Major-Turniere                         |                            |                            |                            |                            |                            |                            |                            |                            |                            |                            |                            |                            |                            |                            |                            |                            |                                |                                |                                |                                |                                |                                |                                |                                |                                |                                |                                |                                |                                |                                |                    |                                |                                |                                |                                |                                |
| Champion of Champions                      | nicht ausgetragen          | nicht ausgetragen          | nicht ausgetragen          | nicht ausgetragen          | nicht ausgetragen          | nicht ausgetragen          | nicht ausgetragen          | nicht ausgetragen          | nicht ausgetragen          | nicht ausgetragen          | nicht ausgetragen          | nicht ausgetragen          | nicht ausgetragen          | nicht ausgetragen          | nicht ausgetragen          | nicht ausgetragen          | nicht ausgetragen              | nicht ausgetragen              | nicht ausgetragen              | nicht ausgetragen              | nicht ausgetragen              | nicht ausgetragen              | nicht ausgetragen              | nicht ausgetragen              | nicht ausgetragen              | nicht ausgetragen              | nicht ausgetragen              | nicht ausgetragen              | nicht ausgetragen              | nicht ausgetragen              | nicht ausgetragen  | nicht ausgetragen              | nicht ausgetragen              | n/t                            | n/t                            | HF                             |
| Karrierestatistiken                        |                            |                            |                            |                            |                            |                            |                            |                            |                            |                            |                            |                            |                            |                            |                            |                            |                                |                                |                                |                                |                                |                                |                                |                                |                                |                                |                                |                                |                                |                                |                    |                                |                                |                                |                                |                                |
| Platzierung am Jahresende                  | unbekannt                  | unbekannt                  | unbekannt                  | unbekannt                  | unbekannt                  | 5                          | 3                          | 1                          | 1                          | 1                          | 2                          | 5                          | 2                          | 1                          | 1                          | 3                          | 32                             | 2                              | 2                              | 2                              | 3                              | 8                              | 13                             | 10                             | 14                             | 16                             | 12                             | 9                              | 17                             | 40                             | –                  | 68                             | 32                             | 29                             | 32                             |                                |
| Verband                                    | British Darts Organisation | British Darts Organisation | British Darts Organisation | British Darts Organisation | British Darts Organisation | British Darts Organisation | British Darts Organisation | British Darts Organisation | British Darts Organisation | British Darts Organisation | British Darts Organisation | British Darts Organisation | British Darts Organisation | British Darts Organisation | British Darts Organisation | British Darts Organisation | Professional Darts Corporation | Professional Darts Corporation | Professional Darts Corporation | Professional Darts Corporation | Professional Darts Corporation | Professional Darts Corporation | Professional Darts Corporation | Professional Darts Corporation | Professional Darts Corporation | Professional Darts Corporation | Professional Darts Corporation | Professional Darts Corporation | Professional Darts Corporation | Professional Darts Corporation | –                  | Professional Darts Corporation | Professional Darts Corporation | Professional Darts Corporation | Professional Darts Corporation | Professional Darts Corporation |

| Legende zu den Turnierergebnissen | Legende zu den Turnierergebnissen | Legende zu den Turnierergebnissen | Legende zu den Turnierergebnissen | Legende zu den Turnierergebnissen | Legende zu den Turnierergebnissen | Legende zu den Turnierergebnissen | Legende zu den Turnierergebnissen | Legende zu den Turnierergebnissen | Legende zu den Turnierergebnissen |
| --------------------------------- | --------------------------------- | --------------------------------- | --------------------------------- | --------------------------------- | --------------------------------- | --------------------------------- | --------------------------------- | --------------------------------- | --------------------------------- |
| n/t                               | nicht teilgenommen                | n/q                               | nicht qualifiziert                | n/a                               | nicht ausgetragen                 | #R                                | Aus in jeweiliger Runde           | GP                                | Aus in der Gruppenphase           |
| AF                                | Achtelfinalist                    | VF                                | Viertelfinalist                   | HF                                | Halbfinalist                      | F                                 | Turnierfinalist                   | S                                 | Turniersieger                     |

## Titel

### BDO
- Majors
  - BDO World Darts Championship: (4) 1998, 1999, 2003, 2005
  - World Masters: (2) 2001, 2005
  - World Trophy: (2) 2003, 2004
  - Finder Darts Masters: (4) 1995, 2001, 2003, 2004
  - International Darts League: (3): 2003, 2004, 2006
- Weitere
  - British Open: (1) 1999
  - Northern Ireland Open: (1) 2004
  - Dutch Open: (3) 2001, 2004, 2006

### PDC
- Majors
  - PDC World Darts Championship: (1) 2007
  - UK Open: (2) 2006, 2007
  - Grand Slam of Darts: (1) 2012
  - Premier League Darts: (1) 2014
  - World Cup of Darts: (4) 2010, 2014, 2017, 2018
  - Las Vegas Desert Classic: (1) 2007
  - Masters of Darts: (1) 2007
- Pro Tour
  - Players Championships:
    - Players Championships 2006: 3
    - Players Championships 2007: 1, 3, 9, 14
    - Players Championships 2008: 10
    - Players Championships 2011: 17
    - Players Championships 2013: 10
    - Players Championships 2021: 3
    - Players Championships 2024: 5

  - UK Open Qualifiers:
    - UK Open Qualifiers 2005/06: 8
    - UK Open Qualifiers 2006/07: 2, 3, 4
    - UK Open Qualifiers 2007/08: 2
    - UK Open Qualifiers 2012: 5, 6

  - European Darts Tour:
    - European Darts Tour 2012: European Darts Open
- Weitere
  - PDC World Pairs: (1) 1997
  - Swedish Open: (1) 1998
  - Swiss Open: (1) 2000
  - World Darts Challenge: (1) 2007

## 9-Darter (TV)
- Van Barneveld gelang das perfekte Spiel erstmals am 23. März 2006 bei der Premier League of Darts gegen Peter Manley.
- Am 2. Januar 2009 warf van Barneveld seinen zweiten TV 9-Darter gegen Jelle Klaasen, im Viertelfinale der PDC-WM. Dieser historische 9-Darter war der erste bei einer PDC-WM und brachte ihm eine Prämie von 25.000 £.
- Van Barneveld warf erneut einen 9-Darter gegen Brendan Dolan am 28. Dezember 2009 in Runde 2 der PDC-Weltmeisterschaft 2010. Damit ist er der einzige Dartspieler bei der PDC, dem es gelang zwei 9-Darter in zwei aufeinanderfolgenden Weltmeisterschaften zu werfen.
- Am 29. April 2010 erzielte van Barneveld erneut das perfekte Spiel in der Premier League of Darts gegen Terry Jenkins.
- Seinen fünften und letzten 9-Darter warf er beim World Matchplay am 17. Juli 2010 gegen Denis Ovens.